# US Cattin
El US Cattin es un equipo de fútbol de la República Centroafricana que juega en la Tercera División de la República Centroafricana, la tercera liga de fútbol en importancia en el país.

## Historia
Fue fundado en el año 1968 en la capital Bangui y ganó la primera temporada del Campeonato de fútbol de la República Centroafricana en 1968 desde su independencia de Francia, siendo el único título ganado del club hasta el momento y no juegan en la máxima categoría desde finales de la década de los años 1970s.
A nivel internacional han participado en un torneo continental, en la Copa Africana de Clubes Campeones 1969, pero abandonaron el torneo en la primera ronda cuando iban a enfrentarse al Saint Eloi Lupopo de la República Democrática del Congo.

## Palmarés
- Campeonato de fútbol de la República Centroafricana: 1

1968

## Participación en competiciones de la CAF
- Copa Africana de Clubes Campeones: 1 aparición

1969 - abandonó en la Primera ronda